# PRIDE 武士道 -其の十二-
PRIDE 武士道 -其の十二-（プライド ぶしどう そのじゅうに）は、日本の総合格闘技イベント「PRIDE」の大会の一つ。2006年8月26日、愛知県名古屋市の名古屋レインボーホールで開催された。

## 大会概要
ウェルター級グランプリは前大会に続き、デニス・カーンがアマール・スロエフから一本勝ち。優勝候補のパウロ・フィリオは長南亮に何もさせずに腕十字で一本勝ち。
日本勢の全滅がまたも心配されたが、勢いに乗るゲガール・ムサシを郷野聡寛が完璧な試合運びからの一本勝ちで下すと、続く三崎和雄が前年王者ダン・ヘンダーソン相手に堂々とした試合を展開、見事「対日本人無敗」のダンに日本人として初黒星をつけ、日本人2人が準決勝に駒を進めた。
キャリア10戦全勝のStrikeforce世界ライト級王者ギルバート・メレンデス、10戦無敗のDEEPライト級王者帯谷信弘がPRIDEデビュー。

## 試合結果
武士道挑戦試合 ライト級ワンマッチ 5分2R
○  中村大介 vs.  池本誠知 ×
1R 3:12 腕ひしぎ十字固め
武士道挑戦試合 ライト級ワンマッチ 5分2R
△  阿部裕幸 vs.  松下直揮 △
2R終了 時間切れ
第1試合 ライト級ワンマッチ 1R10分、2R5分
○  日沖発 vs.  ジェフ・カラン ×
2R終了 判定3-0
第2試合 ライト級ワンマッチ 1R10分、2R5分
○  青木真也 vs.  ジェイソン・ブラック ×
1R 1:58 三角絞め
第3試合 ライト級ワンマッチ 1R10分、2R5分
○  ギルバート・メレンデス vs.  帯谷信弘 ×
2R終了 判定3-0
第4試合 ライト級ワンマッチ 1R10分、2R5分
○  川尻達也 vs.  クリス・ブレナン ×
1R 0:29 KO（左膝蹴り→パウンド）
第5試合 ライト級ワンマッチ 1R10分、2R5分
○  石田光洋 vs.  クリスチャーノ・マルセロ ×
2R終了 判定3-0
第6試合 ライト級ワンマッチ 1R10分、2R5分
○  桜井"マッハ"速人 vs.  ルシアノ・アゼベド ×
1R 6:35 TKO（ドクターストップ：左頬カット）
第7試合 無差別級ワンマッチ 1R10分、2R5分
○  美濃輪育久 vs.  バタービーン ×
1R 4:25 腕ひしぎ十字固め
第8試合 PRIDEウェルター級グランプリ 2回戦 1R10分、2R5分
○  デニス・カーン vs.  アマール・スロエフ ×
1R 4:09 スリーパーホールド
※カーンがグランプリ準決勝進出
第9試合 PRIDEウェルター級グランプリ 2回戦 1R10分、2R5分
○  パウロ・フィリオ vs.  長南亮 ×
1R 2:30 腕ひしぎ十字固め
※フィリオがグランプリ準決勝進出
第10試合 PRIDEウェルター級グランプリ 2回戦 1R10分、2R5分
○  郷野聡寛 vs.  ゲガール・ムサシ ×
2R 4:17 腕ひしぎ十字固め
※郷野がグランプリ準決勝進出
第11試合 PRIDEウェルター級グランプリ 2回戦 1R10分、2R5分
○  三崎和雄 vs.  ダン・ヘンダーソン ×
2R終了 判定3-0
※三崎がグランプリ準決勝進出
第12試合 ライト級ワンマッチ 1R10分、2R5分
○  五味隆典 vs.  デビッド・バロン ×
1R 7:10 スリーパーホールド